# بطارية صلبة الحالة

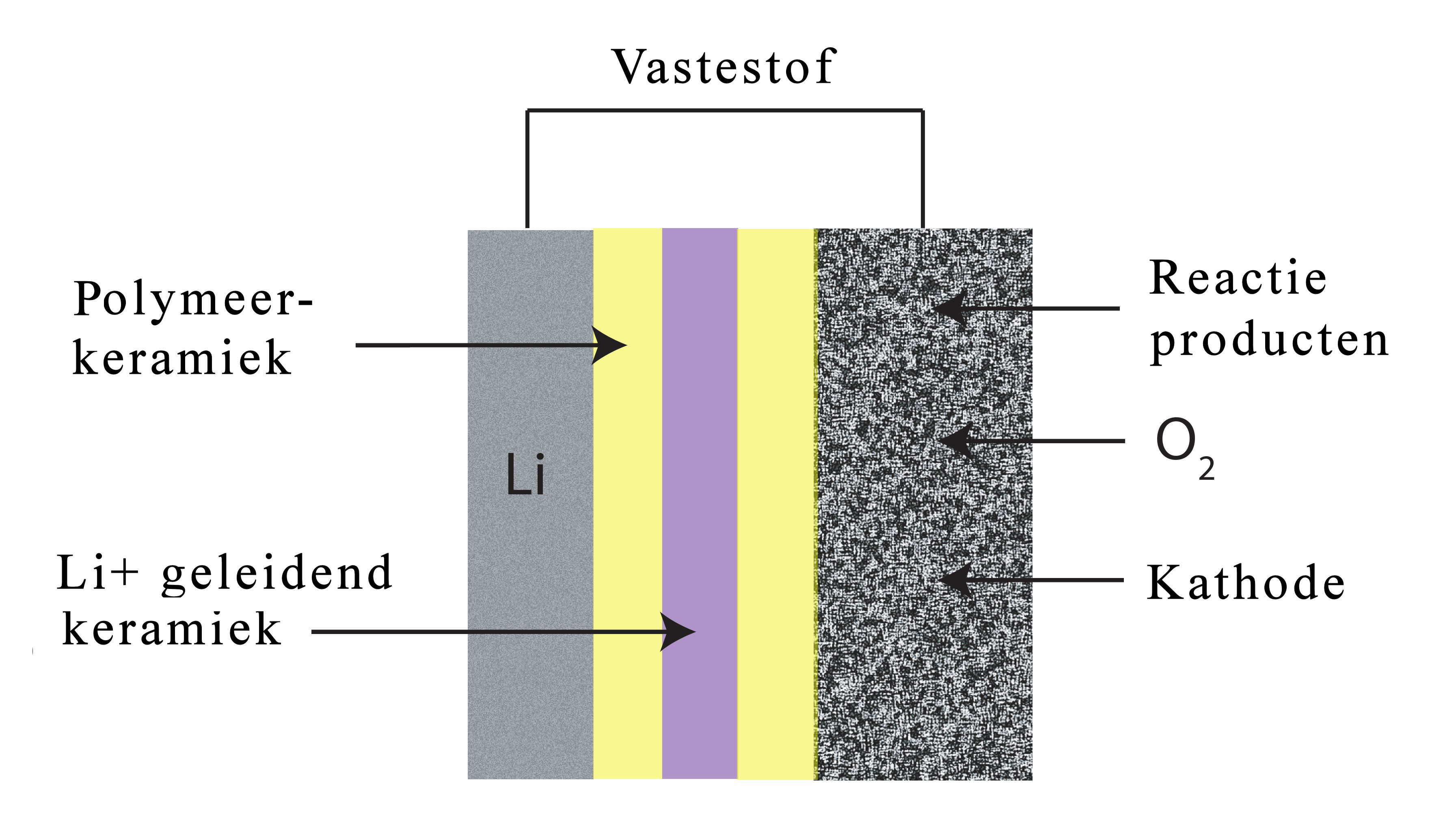

البطارية صلبة الحالة أو البطارية الصلبة هي تقنية بطارية تستخدم أقطابًا كهربائية صلبة وإلكتروليتًا صلبًا، بدلاً من الشوارد السائلة أو المبلمرات الجل الموجودة في بطاريات الليثيوم أيون أو الليثيوم بوليمر. تشتمل المواد المقترحة للاستخدام مثل الإلكتروليتات الصلبة في بطاريات الحالة الصلبة على السيراميك (مثل الأكاسيد والكبريتيدات والفوسفات) والمبلمرات الصلبة. استُخدمت بطاريات الحالة الصلبة في أجهزة ضبط نبضات القلب، وتحديد الهوية بموجات الراديو (آر إف آي دي) والأجهزة التي يمكن ارتداؤها. من المحتمل أن تكون أكثر أمانًا، مع وجود كثافة طاقة أعلى، ولكن بتكلفة أعلى بكثير.
تشمل التحديات التي تواجه تبني هذه التقنية على نطاق واسع، الطاقة وكثافة الطاقة والمتانة وتكاليف المواد والحساسية والاستقرار.

## التحديات

### الكلفة
تعد بطاريات الحالة الصلبة مكلفة عادةً في التصنيع وتستخدم عمليات التصنيع التي يُعتقد أنها صعبة التطوير، وتتطلب معدات ترسيب بالتفريغ باهظة الثمن. في عام 2012، تشير التقديرات إلى أنه بناءً على التكنولوجيا التي كانت سارية في ذلك الوقت، ستكلف خلية بطارية صلبة بسعة 20أمبير-ساعة مئة ألف دولار أمريكي، وستحتاج سيارة كهربائية ذات قدرة عالية ما يقارب 800 إلى 1000 من هذه الخلايا. أعاقت التكلفة اعتماد بطاريات الحالة الصلبة في مجالات أخرى، مثل الهواتف الذكية.

### حساسية درجة الحرارة والضغط
يمكن أن تكون العمليات ذات درجة الحرارة المنخفضة صعبة. لوحظت بطاريات الحالة الصلبة ذات مرة بضعف الأداء.
تتطلب بطاريات الحالة الصلبة مع الإلكتروليت الخزفي ضغطًا عاليًا للحفاظ على ملامسة الأقطاب الكهربائية. يمكن أن تنكسر البطاريات ذات الحالة الصلبة من عوازل السيراميك بسبب الإجهاد الميكانيكي.

### التغصنات
تعد أنودات فلزات الليثيوم (Li) الموجودة في بطاريات الحالة الصلبة مرشحة بديلة في بطاريات الليثيوم أيون لتأمين كثافة طاقة أعلى وأمانَ وأوقاتَ إعادة شحنٍ أسرع. تميل هذه الأنودات المعتمدة على الليثيوم  إلى الصعوبة في منع تكوين ونمو التغصنات في الليثيوم.
تخترق التغصنات الفاصل بين الأنود والكاثود ما يشكل دارات قصر. هذا يسبب ارتفاع درجة الحرارة، والذي يمكن أن يؤدي إلى نشوب حريق وربما انفجار من الانفلات الحراري. تقلل تغصنات الليثيوم من كفاءة سعة المركم.
تتشكل التغصنات عادةً أثناء التفريغ الكهربائي خلال الشحن والتفريغ. تتحد الأيونات مع الإلكترونات عند سطح الأنود أثناء شحن البطارية - ما يشكل طبقة من معدن الليثيوم. بشكل مثالي، يحدث ترسيب الليثيوم بشكل متساوٍ على الأنود. ومع ذلك، إذا كان النمو متفاوتًا، تتشكل التغصنات.
عُثر على الطور المستقر للإلكتروليت الصلب (إس إي آي) ليكوّن الاستراتيجية الأكثر فعالية لتثبيط نمو التغصنات وزيادة أداء دورة العمل. يمكن أن يمنع إلكتروليت الحالة الصلبة (إس إس إي) نمو التغصنات، على الرغم من أن هذا لا يزال مجرد توقع. وجدت دراسة أُجريت عام 2018 أن عوازل السيراميك متناهية الصغر تعوق نمو تغصنات الليثيوم إلى كثافات تيار حرجة.

## المزايا
يُعتقد أن تقنية البطاريات ذات الحالة الصلبة قادرة على زيادة كثافة الطاقة (2.5x)، من خلال تمكين أنودات فلزات الليثيوم.
يمكن تجنب استخدام المواد الخطرة أو السامة الموجودة في البطاريات التجارية، مثل الشوارد العضوية.
نظرًا إلى أن معظم الإلكتروليتات السائلة قابلة للاشتعال وأن الإلكتروليتات الصلبة غير قابلة للاشتعال، يُعتقد أن بطاريات الحالة الصلبة لديها خطر أقل للاشتعال. هناك حاجة إلى أنظمة أمان أقل، ما يزيد من كثافة الطاقة. وتشير الدراسات الحديثة إلى أن توليد الحرارة في الداخل لا يتجاوز ما يقارب 20-30% من البطاريات التقليدية مع الإلكتروليت السائل تحت انفلات حراري.
ويُعتقد أن تقنية بطارية الحالة الصلبة تسمح بشحن أسرع. كما يمكن زيادة الجهد الكهربائي وإطالة عمر دورة العمل.